# Albert Doppagne
Albert Doppagne (* 29. Juni 1912 in Vierset-Barse, Modave; † 13. November 2003 in Corroy-le-Grand, Chaumont-Gistoux) war ein belgischer Romanist und Volkskundler.

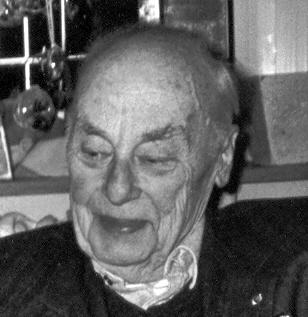
Albert Doppagne

## Leben und Werk
Doppagne war Professor an der Université libre de Bruxelles,  Mitglied des Conseil international de la langue française und Generalsekretär des Office du bon langage der Fondation Charles Plisnier. 1972 begründete er zusammen mit Joseph Hanse den belgischen Rechtschreibwettbewerb (Championnats d’orthographe).

## Werke
- André Baillon. Héros littéraire, Brüssel 1950
- L'Art de composer et de rédiger (zusammen mit Jean Brun und Jean-Marie Chevalier), Amiens 1957
- Pratique de la rédaction. Comment réussir l'épreuve de français aux examens et concours (zusammen mit Jean Brun und Jean-Marie Chevalier), Amiens/Brüssel 1957
- La Ponctuation et l'art d'écrire (zusammen mit Jean Brun), Paris/Brüssel 1958
- Trois aspects du français contemporain, Paris 1966
- Chasse aux belgicismes (zusammen mit Joseph Hanse und Hélène Bourgeois-Gielen), Brüssel 1971
- Les Grands feux, Gembloux 1972
- Nouvelle chasse aux belgicismes (zusammen mit Joseph Hanse und Hélène Bourgeois-Gielen), Brüssel 1974
- Esprits et génies du terroir, Paris/Gembloux 1977
- La bonne ponctuation. Clarté, précision, efficacité de vos phrases, Paris/Gembloux 1978, 2. Auflage 1984, 3. Auflage, Paris/Brüssel 1998, 4. Auflage, Brüssel 2006
- Les Régionalismes du français, Paris/Gembloux 1978
- Le Diable dans nos campagnes. Wallonie, Champagne, Lorraine, Picardie, Paris/Gembloux 1978
- (Hrsg. zusammen mit Corinne Hoex)  La Médecine populaire en Wallonie. Actes du colloque organisé à l'Université libre de Bruxelles le 26 octobre 1974, Brüssel 1978
- Régionalismes lexicaux de Belgique. Premier inventaire (zusammen mit André Goosse, Maurice Grevisse, Joseph Hanse, Jacques Pohl und Léon Warnant), Paris 1979
- Majuscules, abréviations, symboles et sigles, Paris/Gembloux 1979 ; 2. Auflage, Paris/Louvain-la-Neuve 1991, 3. Auflage, Paris/Brüssel 1998, 4. Auflage, Brüssel 2007
- Les Pièges du français... et comment les éviter, Brüssel 1979
- Belgicismes de bon aloi, Brüssel 1979
- Pour une écologie de la langue française, avec un lexique de termes anglais utilisés dans la vie courante à Bruxelles; avant-propos de Jean-Pierre Poupko, Brüssel 1979, 2. Auflage, 1980
- Guide pratique de la publication. De la pensée à l'imprimé, Paris/Gembloux 1980
- Le Français à la sauce anglaise : lexique des termes anglais et américains relevés en une année dans un grand quotidien bruxellois (zusammen mit Michèle Lenoble-Pinson), Brüssel 1982
- Le roseau vert. Chroniques du langage, Brüssel 1985
- Belgicismes. Inventaire des particularités lexicales du français en Belgique (zusammen mit Willy Bal, André Goosse, Michèle Lenoble-Pinson, Jacques Pohl und Léon Warnant), Louvain-la-Neuve 1994